# Inga Voss-Werding
Inga Voss-Werding (* 19. März 1986) ist eine belgische Politikerin der grünen Partei Ecolo.

## Leben
Voss-Werding erwarb 2010 einen Bachelorabschluss als Sozialassistentin. Sie war Bezirksleiterin bei der Katholischen Landjugend (KLJ) und arbeitete danach in der Erwachsenenbildung beim ostbelgischen Landfrauenverband. Außerdem ist sie nebenberuflich als Supervisorin und Coach tätig. Bei der Wahl im Mai 2019 wurde sie für Ecolo in das Parlament der Deutschsprachigen Gemeinschaft gewählt.